# Coschütz (Dresden)

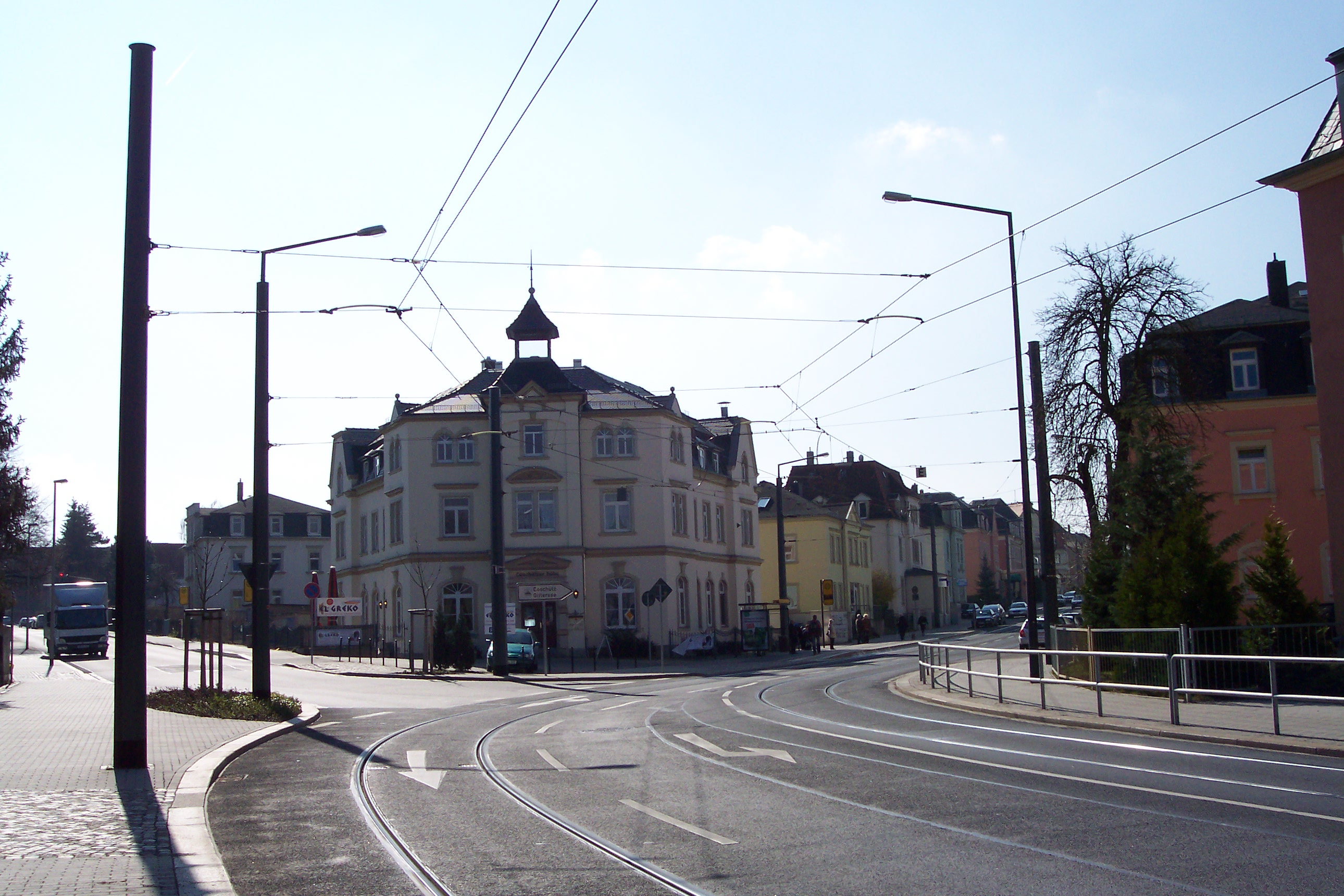
Coschütz von der Gemarkungsgrenze Saarstraße/Kreuzung Karlsruher Straße Richtung Süden gesehen

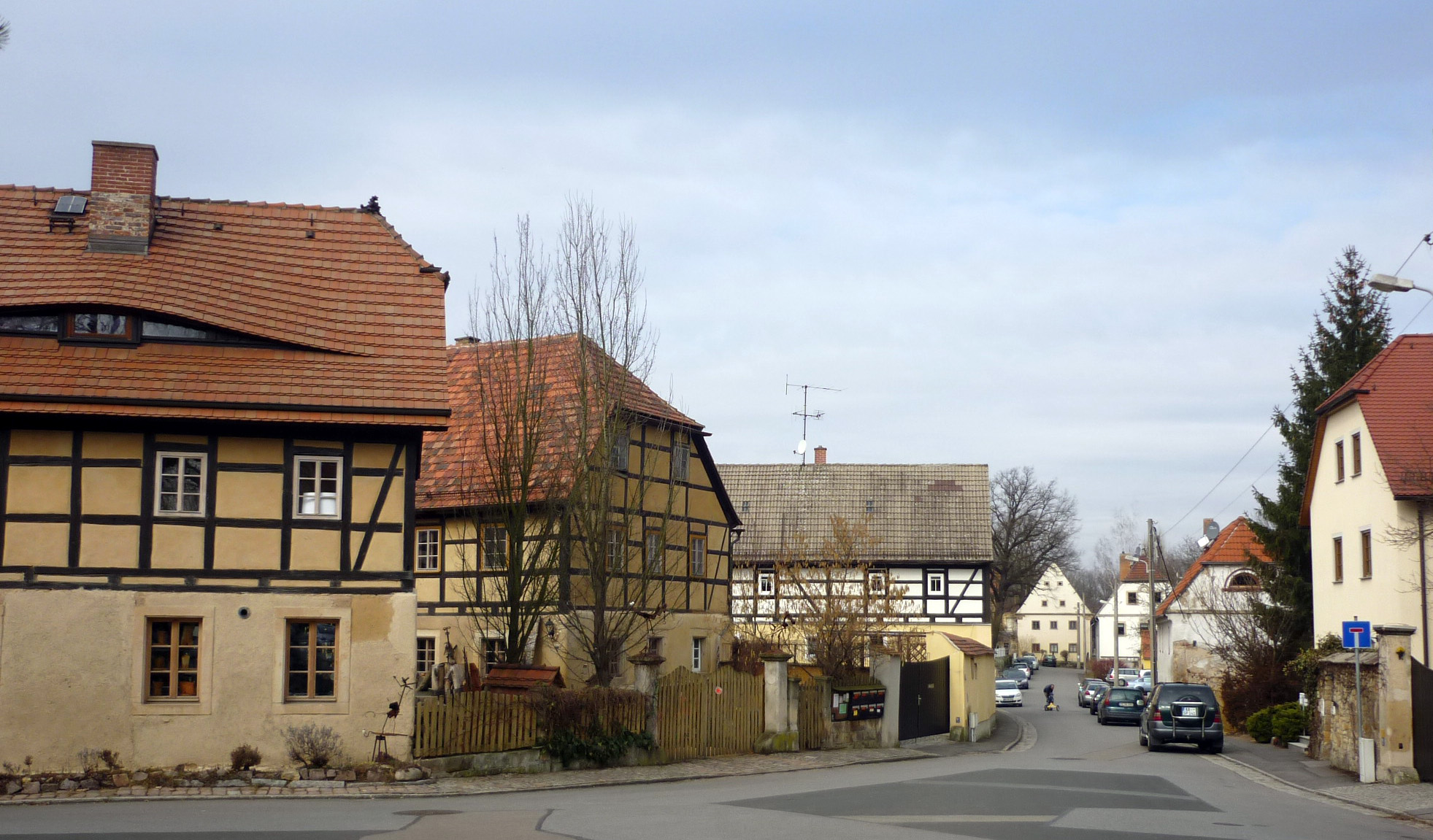
Altcoschütz

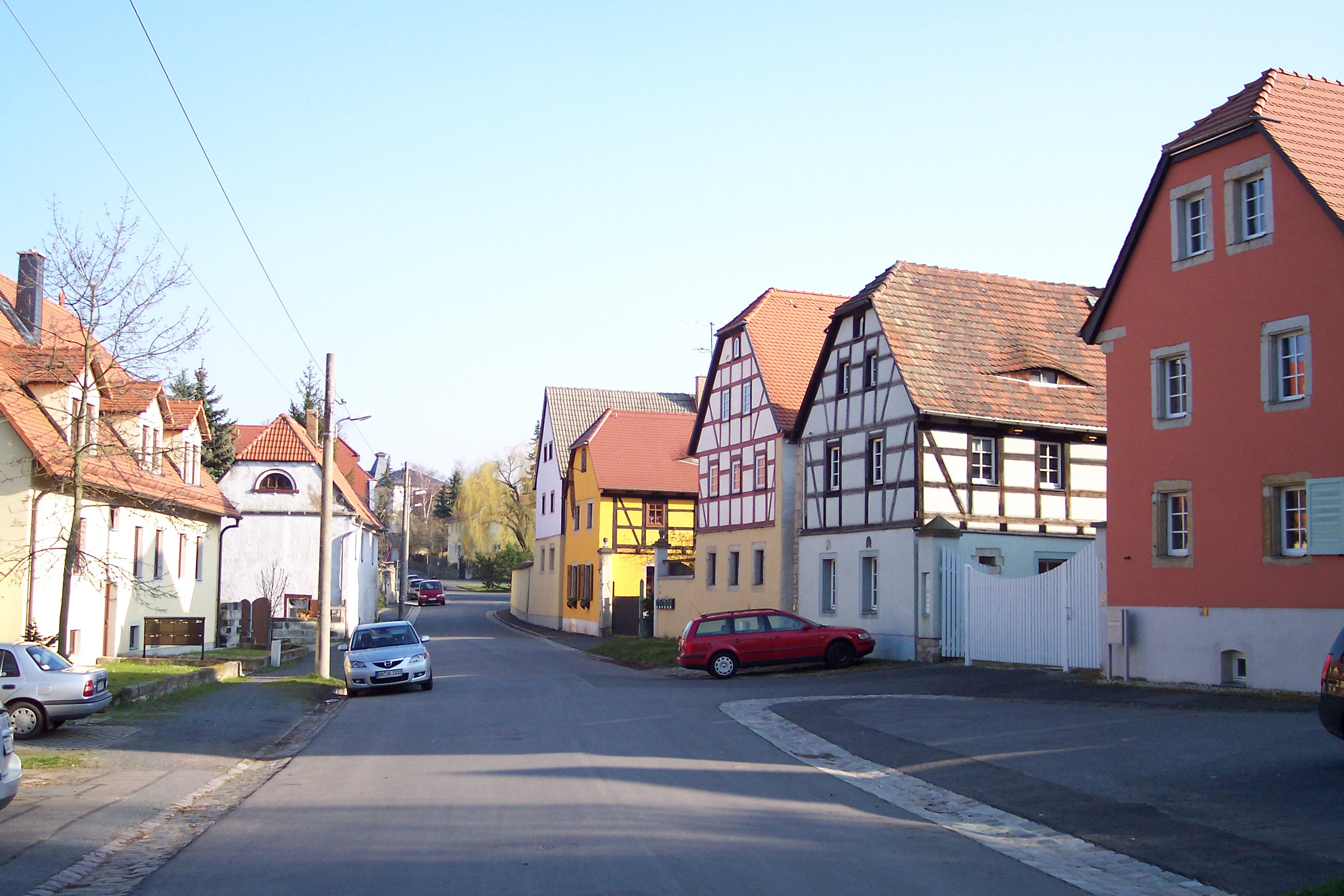
Bebauung in Altcoschütz

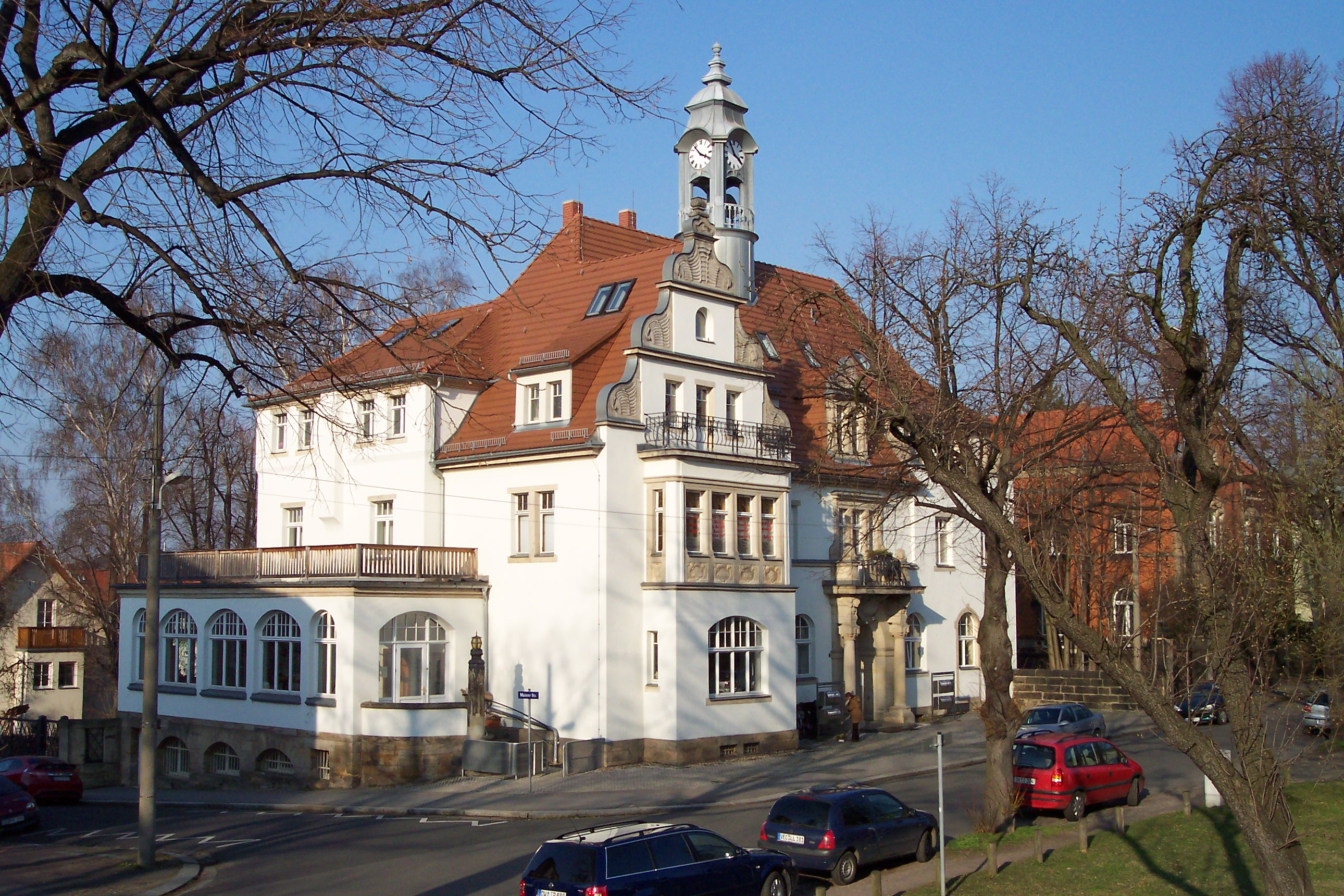
Coschützer Rathaus

Coschütz ist ein Stadtteil in Dresden. Er liegt etwa 4 Kilometer südlich der Innenstadt, aber dennoch am südlichen Stadtrand in etwa 225 m ü. NHN hoch.
Coschütz bildet mit Gittersee den statistischen Stadtteil Coschütz/Gittersee im Stadtbezirk Plauen.

## Lage
Coschütz liegt am südlichen Hang des Elbtalkessels. Nördlich von Coschütz schließen die Südvorstadt und Plauen mit dem Campus der Technischen Universität Dresden auf einer langen und großen Terrasse des Übergangs zum Tal an.
Westlich von Coschütz befindet sich der Plauensche Grund, ein tief eingeschnittenes Tal der Weißeritz. Coschütz gegenüber liegt Dölzschen. Altcoschütz liegt unmittelbar am Rand dieses Tals auf einem Bergrücken. In der amtlichen Gemarkung reicht der Stadtteil Coschütz-Gittersee bis zur Weißeritz, also in den Grund hinein.
Südlich von Coschütz befindet sich Gittersee. Südlich davon schließt dann die Stadt Freital (Landkreis Sächsische Schweiz-Osterzgebirge) an.

## Geschichte
Coschütz wurde 1284 als Coswiz erstmals erwähnt. Damit geht auch der Name auf slawischen Ursprung zurück. 1479 erstmals als Koschitz. Die slawische Endung „wicz“-wandelte sich im Laufe der Jahrhunderte in ein „itz“.
Eine erste Siedlungen wurden bereits in der frühen Bronzezeit auf der Heidenschanze angelegt. Zwischen dem 6./7. Jahrhundert und um das Jahr 1100 wurde das Gebiet von den Elbslawen bewohnt.
Hauptsächlich auf Grund der guten Lößböden landwirtschaftlich genutzt, erstreckt sich auch das Freital-Döhlener Bergbaurevier bis Coschütz.
Das Dorf wurde in Form eines Rundlings angelegt. Der alte Dorfkern ist bis in die Gegenwart in der Form erhalten. Altcoschütz reiht sich in eine Menge von Dorfkernen im Dresdner Süden und Osten ein. Die älteste erhaltene Bebauung geht auf die Mitte des 19. Jahrhunderts zurück. Diese wurden nach einem Großbrand der Gebäude im Dorfkern am 29. April 1829 erbaut. Ende des 19. Jahrhunderts verkauften die Bauern ihr Land. Damit begann die zunehmende Bebauung der Kohlenstraße, heute Karlsruher Straße.
Im 16. Jahrhundert wurden im Plauenschen Grund Steinkohlevorkommen entdeckt. Größere Schächte entstanden im 18. und 19. Jahrhundert. Im Jahr 1836 wurde das Claussche Kohlenwerk gegründet.
Im Jahr 1921 wurde Coschütz nach Dresden eingemeindet.
In den Jahren 1902 und 1903 wurde das Coschützer Rathaus erbaut. 1946 wurde das Coschützer Wasserwerk übergeben, das etwa 60 Prozent der Dresdner Bevölkerung mit Trinkwasser aus der Talsperre Klingenberg versorgt (Wasserhärte 5,8). Ab 1973 entstand die heutige Feldschlößchen-Brauerei, in der auch das Bier der im Jahr 1857 im Plauenschen Grund errichteten und nach 1990 stillgelegten Felsenkeller-Brauerei hergestellt wird. Im Süden von Coschütz befindet sich das Gewerbegebiet Coschütz/Gittersee, das nach 1990 entstanden ist. Am 27. Oktober 2000 begannen die Bauarbeiten zum Coschützer Tunnel der am 22. Juli 2005 in diesem Abschnitt freigegebenen Bundesautobahn 17.

## Kulturdenkmale und bedeutende Gebäude
Das Coschützer Wasserwerk entstand ab dem Jahr 1939 auf dem Gelände einer ehemaligen Ziegelei; mit dem Bau des Rohrleitungssystems wurde bereits 1937 begonnen. Durch den Zweiten Weltkrieg verzögerten sich die Bauarbeiten bis 1946. Das Wasser wird über Stollen und Leitungen aus den Talsperren Klingenberg und Lehnmühle bezogen. Von hier stammen 60 Prozent des Dresdner Trinkwassers.
Das Rathaus auf der Windbergstraße wurde in den Jahren 1902 und 1903 erbaut. Coschütz hatte zu diesem Zeitpunkt etwa 2.500 Einwohner. Im Erdgeschoss befanden sich eine Polizeiwache und ein Ratskeller. Zwischen 1936 und 1945 wurde dieser von Max Rahm, dem Entdecker des heutigen Kletterpfades „Rahm-Hanke“ unterhalb des Basteifelsens, bewirtschaftet. Das Gebäude wird heute vor allem als Ärztehaus genutzt.
Das Pfarr- und Gemeindehaus Coschütz auf der Windbergstraße wurde im Jahr 1900 als Pfarrhaus mit Betsaal erbaut. 1953 Bau des Glockenturms und Glockenweihe (Bronzeglocke aus dem Jahr 1490). 1958 Umbau des Betsaals und Einbau der Orgel (Jehmlich, Opus 744, II/P, 9 Register).
Um 1840 wurde auf der Kleinnaundorfer Straße ein Schulgebäude für die Coschützer und die Gitterseer Bevölkerung erbaut, da beide Orte ab 1938 eine gemeinsame Schulgemeinde bildeten. Da dieses zu klein geworden war, errichtete man im Jahr 1875 ein neues und 1907 ein weiteres Gebäude. Die Anlage wurde bis zur Schließung im Jahr 2005 von der 72. Mittelschule genutzt.

## Verkehr

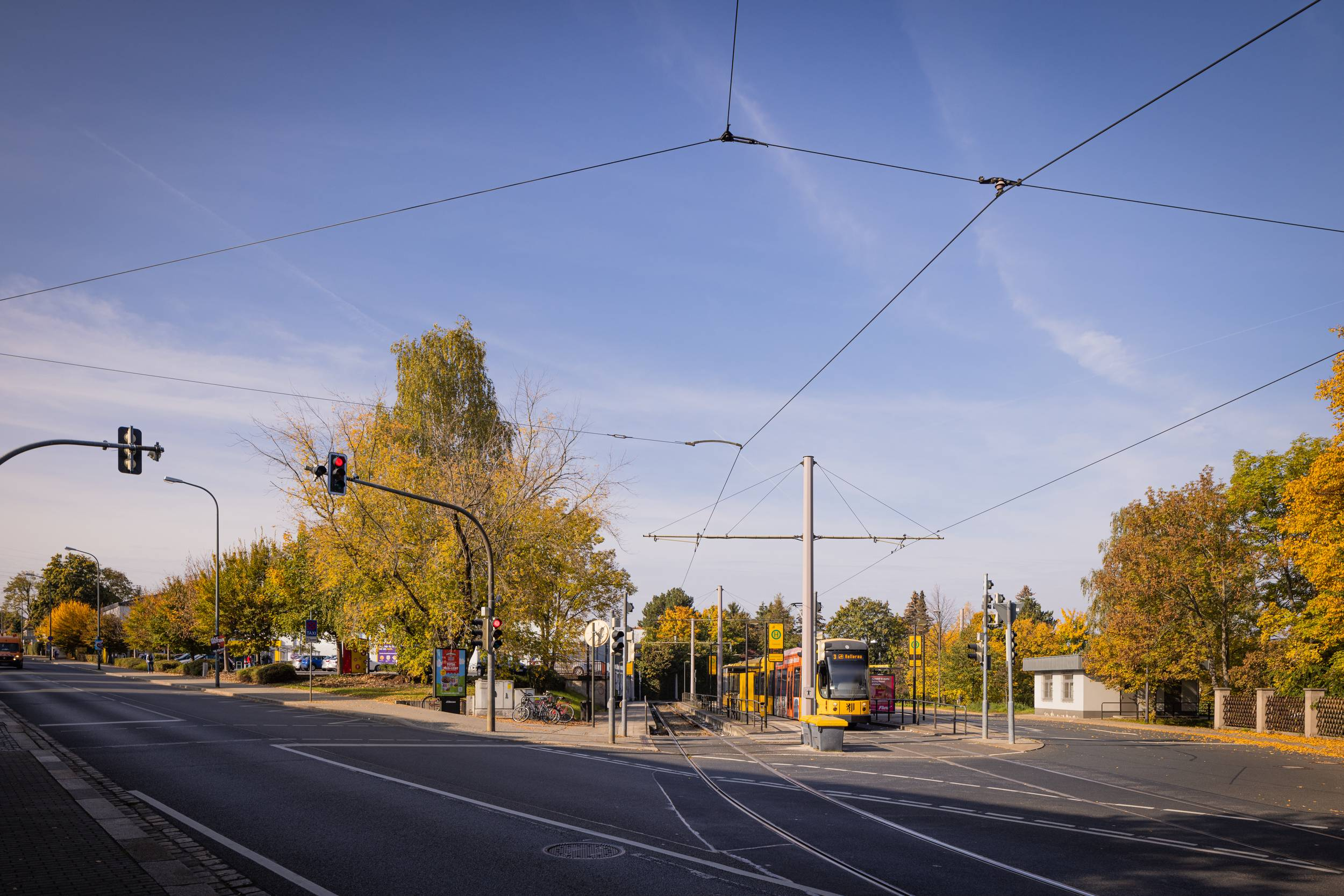
Straßenbahnendhaltestelle Coschütz

Coschütz wird durch den Coschützer Tunnel von der Bundesautobahn 17 unterquert. Die Straßenbahnlinie 3 verbindet Coschütz in wenigen Minuten mit dem Hauptbahnhof. Der Haltepunkt in Plauen stellt den nächsten Zugang zum S-Bahn-Netz dar. Die wichtigste Straße in Coschütz ist die Karlsruher Straße, die aber nicht durch das historische Dorfzentrum verläuft.